# Ben Lomond (Waikato)
Ben Lomond è un duomo di riolite nella zona vulcanica di Taupo. Si trova presso Waikato, nella Isola del Nord della Nuova Zelanda.
Si trova a circa 8 km nord-nord-est di Kinloch e sorge ad un'altezza di 744 m s.l.m..

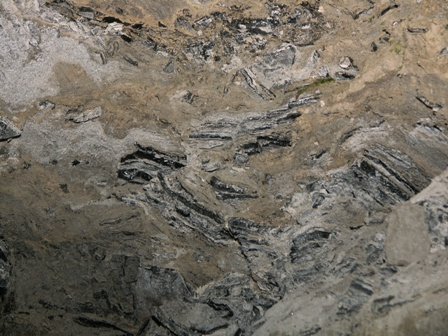
Vene di ossidiana a Ben Lomond.

Il Ben Lomond eruttò circa 100 000 anni fa, producendo due fronti di lava che arrivarono rispettivamente a circa 3 km a sud e 3,5 km a sud-ovest da una bocca che si trova a circa un chilometro a sud di Poihipi Road. Gran parte della lava formò ossidiana a bande grigie mentre si raffreddava. Sono state prodotte dall'eruzione anche riolite e pomice con una componente cristallina.